# Boling-Iago
Boling-Iago é uma Região censo-designada localizada no estado norte-americano do Texas, no Condado de Wharton.

## Demografia
Segundo o censo norte-americano de 2000, a sua população era de 1271 habitantes.

## Geografia
De acordo com o United States Census Bureau tem uma área de 
18,0 km², dos quais 18,0 km² cobertos por terra e 0,0 km² cobertos por água.

## Localidades na vizinhança
O diagrama seguinte representa as localidades num raio de 24 km ao redor de Boling-Iago. 